# Nansenia (zoologia)
Nansenia Jordan e Evermann, 1896 è un genere di pesci ossei marini appartenenti alla famiglia Microstomatidae.

## Distribuzione e habitat
Il genere è sostanzialmente cosmopolita ma il maggior numero di specie si trova alle latitudini più alte di entrambi gli emisferi. Nel mar Mediterraneo è presente la specie Nansenia oblita.
Sono pesci mesopelagici che si possono trovare fino a oltre 2000 metri di profondità.

## Specie
Il genere comprende 17 differenti specie:
- Nansenia ahlstromi ahlstromi Kawaguchi & Butler, 1984
- Nansenia antarctica antarctica Kawaguchi & Butler, 1984
- Nansenia ardesiaca ardesiaca Jordan & Thompson, 1914
- Nansenia atlantica atlantica Blache & Rossignol, 1962
- Nansenia candida candida Cohen, 1958
- Nansenia crassa crassa Lavenberg, 1965
- Nansenia groenlandica groenlandica (Reinhardt, 1840)
- Nansenia iberica iberica Matallanas, 1985
- Nansenia indica indica Kobyliansky, 1992
- Nansenia longicauda longicauda Kawaguchi & Butler, 1984
- Nansenia macrolepis macrolepis (Gilchrist, 1922)
- Nansenia megalopa megalopa Kawaguchi & Butler, 1984
- Nansenia oblita oblita (Facciolà, 1887)
- Nansenia obscura obscura Kobyliansky & Usachev, 1992
- Nansenia pelagica pelagica Kawaguchi & Butler, 1984
- Nansenia tenera tenera Kawaguchi & Butler, 1984
- Nansenia tenuicauda Kawaguchi & Butler, 1984[2]